# Tom Plant
Thomas John „Tom“ Plant (* 6. listopadu 1957 Milwaukee, Wisconsin) je bývalý americký rychlobruslař.
V roce 1978 se představil na juniorském světovém šampionátu. O rok později poprvé startoval na seniorském Mistrovství světa ve sprintu. V roce 1980 vybojoval na sprinterském MS bronzovou medaili a zúčastnil se také Zimních olympijských her 1980 (1500 m – 17. místo). Poslední závod absolvoval na konci roku 1981.